# Silene akaisialpina
Silene akaisialpina är en nejlikväxtart som först beskrevs av Takasi Takashi Yamazaki, och fick sitt nu gällande namn av Hiroyoshi Ohashi, Y. Tateishi och H. Nakai. Silene akaisialpina ingår i släktet glimmar, och familjen nejlikväxter. Utöver nominatformen finns också underarten S. a. leucantha.